# Капетан капетану
„Капетан капетану” је југословенски ТВ филм из 1965. године. Режирао га је Јован Коњовић који је написао и сценарио.

## Улоге
| Глумац                | Улога |
| --------------------- | ----- |
| Драгутин Добричанин   |       |
| Данило Бата Стојковић |       |